# San Salvador (Badajoz)
Antiguo barrio de Badajoz, ya desaparecido. Estaba situado al sur de la Alcazaba, en el entorno de la puerta de Mérida. El origen de este barrio se remonta al antiguo (o al menos en parte) arrabal oriental musulmán. A partir del siglo XV el traslado paulatino de la población hasta zonas más bajas significó el comienzo de la decadencia de este barrio, sesgado en gran parte con la construcción de la nueva muralla abaluartada del siglo XVII, que significó el retranqueo de la puerta de Mérida.
El barrio de San Salvador estaba delimitado por las calles "serragerías" o Cerrajerías (actual El Brocense), "concisión" (Concepción Arenal), y las murallas de la ciudad (con la torre albarrana de las Palomas, la puerta de Mérida.
El barrio de San Salvador se articulaba en torno a la puerta de Mérida, con dos calles principales que atravesaban de este a oeste. Una de ellas como podemos observar, se dirigía de la puerta de Mérida hacia la torre "del Relox" o de Espantaperros. Como hemos visto al principio, esta calle a lo largo de su historia ha tenido varias denominaciones, tales como de la Atalaya, de Juan de Mogollón, de Luís Crespo o la más conocida de calle Nueva de Hortelanos.
El segundo eje del barrio partía igualmente de la puerta de Mérida y se dirigía hacia el Hospital de la Concepción. Otros nombres que ha recibido esta calle son de Almaraz, de los Baños o de los Romeros.
- Datos: Q30919241